# Цеслевский, Тадеуш (сын)

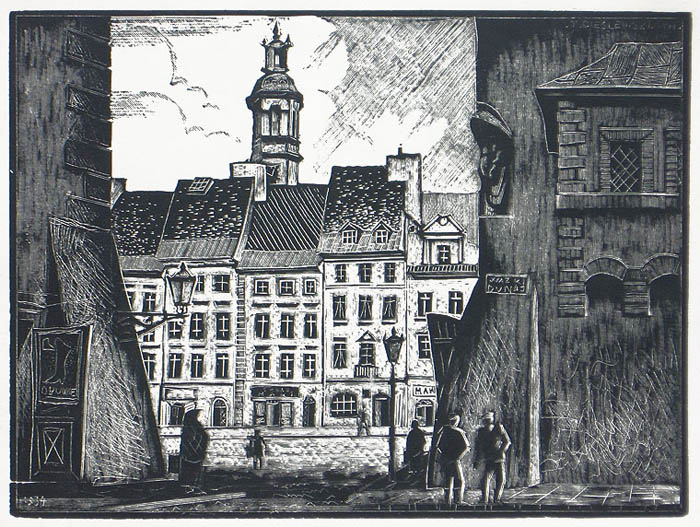
«Старый город в Варшаве». 1934 г.

Тадеуш Цеслевский (пол. Tadeusz Cieślewski ; 1895, Варшава — 1944, там же) — польский художник-график, критик, теоретик искусства и писатель.

## Биография

«Польша у моря». 1935 г.

Тадеуш Цеслевский родился в семье с большими художественными традициями. Первые уроки мастерства получил у отца — Тадеуша Цеслевского, известного художника, «живописца Старой Варшавы».
Прошел обучение на отделении архитектуры во Львовском и Варшавском политехнических институтах.
Участник первой мировой войны. После пребывания на фронте, служил в польской армии. Затем поступил в Варшавскую школу изящных искусств (впоследствии Академия изящных искусств) в класс В. Скочиляса.
Талантливый организатор. В 1935 году основал объединение графиков «Черное и белое». Член Польской ассоциации художников-графиков (с 1927), Блока профессиональных художников-пластиков (с 1934), объединения графиков «Черное и белое» (1935—1939) и Общества польских библиофилов Варшавы (с 1936).
В годы второй мировой войны в оккупированной Варшаве, сыграл видную роль в стремлении польской интеллигенции сохранить свои традиции и культуру, активно участвовал в тайной художественной жизни столицы. Один из организаторов подпольного общества «Любителей графики и экслибрисов».
Погиб во время варшавского восстания 1944 года и был похоронен в безымянной братской могиле.

## Творчество
Т. Цеслевский — выдающийся польский ксилограф. Мастер торцовой гравюры. Автор многих гравюр на металле, линогравюр, книжных иллюстраций, экслибрисов, портретов, а также живописи и графики. Создатель архитектонических и символических композиций.
Темы серий и циклов Цеслевского-сына чаще всего связаны со старой Варшавой. Специфическая образность гравюр Т. Цеслевского находилась под влиянием символизма. В годы войны создавал и выпускал свои экслибрисы — серии графических миниатюр.
Первоначально экспериментировал с разными графическими техниками, но позднее сосредоточился исключительно на гравюре на дереве (выполнил около 200 работ).
Участник многих национальных и международных выставок, завоевал ряд наград.
Опубликовал в 1936 г. собственную теорию об искусстве гравюры «Drzeworyt w książce, tece i na ścianie: uwagi o graficznej rasowości drzeworytu». Он также является автором публикаций по истории, теории искусства и художественной критики. Писатель.

## Избранные произведения
- цикл «Фантастическая Варшава»
- цикл «Старая Варшава» (1923)
- цикл «Флоренция» (12 гравюр, 1928)
- серия линогравюр «Книга Города» (1932)
- Замосць: 7 гравюр